# Mount Erebus
Mount Erebus är ett berg i Antarktis. Det är också jordens sydligaste aktiva vulkan. Berget är 3794 meter högt och ligger på Ross Island, där det också finns tre andra aktiva vulkaner. Berget upptäcktes 1841 av James Clark Ross som benämnde vulkanen efter expeditionsfartyget HMS Erebus.

## Toponymi
Mount Erebus är namngiven av James Clark Ross efter HMS Erebus, ett av de två fartyg i expeditionen som upptäckte Ross Island och dess två vulkaner 1841. Erebus är det latinska namnet på Erebos, en grekisk gud född ur Chaos, som personifierar mörkret, mörkret i underjorden. Ross andra skepp HMS Terror stod för namnet på den andra vulkanen vid sidan om Erebus, Mount Terror. Bägge skeppen skulle senare gå under i polarisen under John Franklins sista expedition i arktiska Kanada (avseglade 1845).

## Geografi

### Position
Mount Erebus ligger i Antarktis, i centrala västdelen av Ross Island som ligger i västra Rosshavet, utanför den kontinent som det separeras från i väst av McMurdosundet. Berget är omgivet av Mount Bird i norr, Mount Terra Nova och Mount Terror i öster, McMurdo Station och Scott Base i slutet av Hut Point Peninsula och södra McMurdosundet i väst. Mount Erebus är beläget i den västra delen av Ross Dependency. På grund av sin position och dess geologi, är Mount Erebus den sydligaste aktiva vulkanen på jorden.

### Topografi

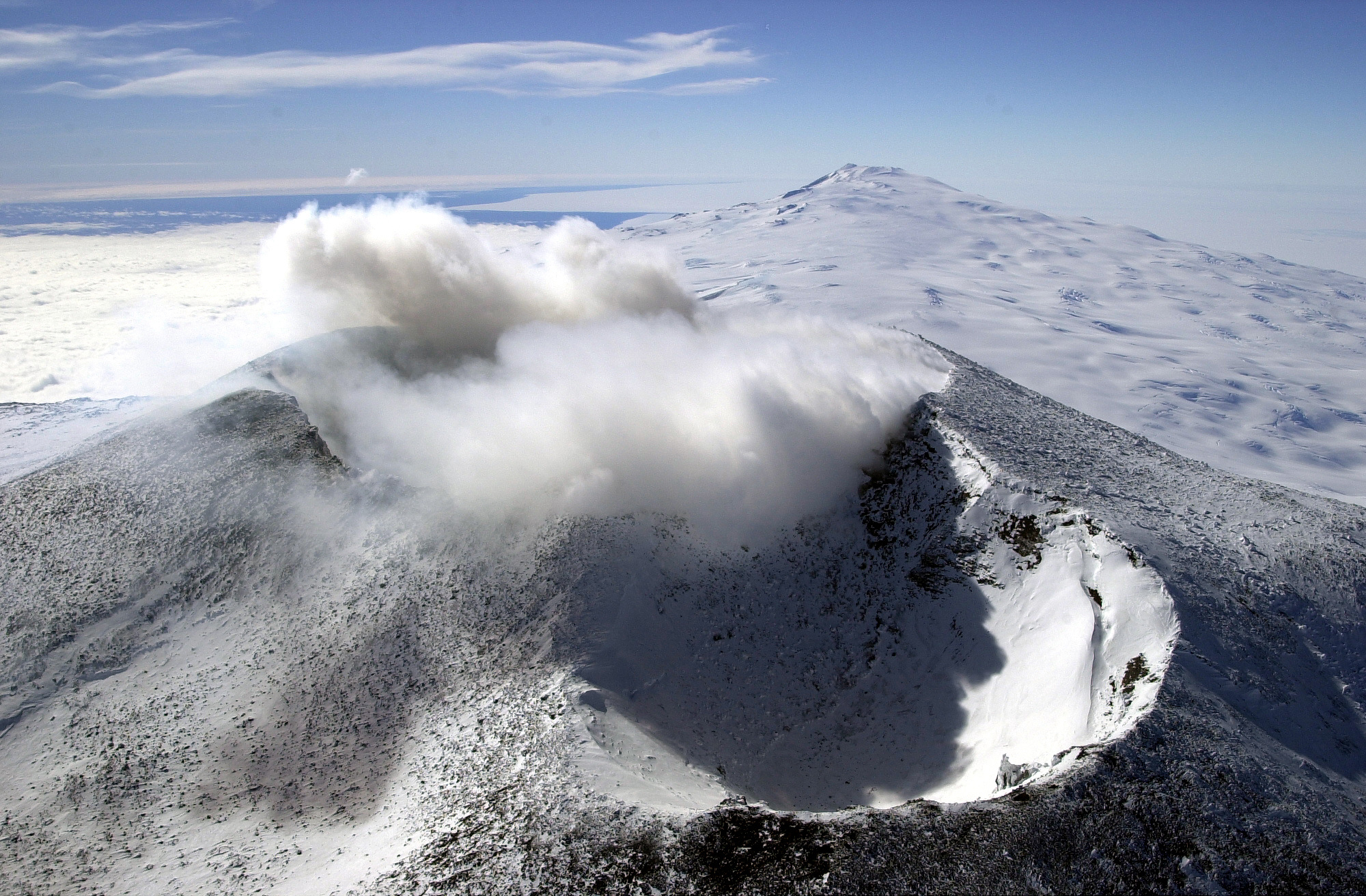
Västra kratern synlig i förgrunden.

Mount Erebus är det högsta berget på Ross Island. Dess topp är 3 794 meter, i form av ett massivt berg. Den allmänna lutningen i terrängen varierar med höjden. Lutningen är ganska mjuk i botten och stiger till omkring 30° mellan 2000 meter till 3200 meter i höjd upp till kanten av calderan som kröner toppmötet. I den södra delen av den cirkulära calderan finns tre kratrar. Huvudkratern (Main Crater) är den största, vars kant i sydost är toppen av Mount Erebus. I anslutning till huvudkratern finns lavasjön, västra kratern (Western Crater), den minsta, och sidokratern (Side Crater), belägen sydväst om huvudkratern.

### Geologi
Mount Erebus klassas som en polygenetisk stratovulkan som varit aktiv i ungefär 1,3 miljoner år. Studier visar en geokemisk sammansättning av bland annat basalt, trakyt och fonolit.
Det senaste utbrott, som påbörjades 1972, pågår fortfarande och gör Erebus till den mest aktiva vulkanen i Antarktis. Detta utbrott kännetecknas av närvaron av en lavasjö i brunnen av huvudkratern, calderan på toppen av vulkanen, en av få i världen att existera kontinuerligt under flera decennier. Dessutom förekommer tillfälliga lavautgjutningar i kratern och episoder av stromboliska utbrott, tefra, aska och vulkaniska bomber.

## Klättring
Mount Erebus bestegs (till kanten) av medlemmar av Sir Ernest Shackletons grupp, år 1908. Den första kända solouppstigning och den första vinteruppstigningen genomfördes av brittiska bergsbestigaren Roger Mear i mars 1985, medlem av Robert Swans expedition "In the Footsteps of Scott". Under 19-20 januari 1991 lyckades Charles J. Blackmer, en järnarbetare under många år på McMurdo Station och Sydpolen, solobestiga Mount Erebus på cirka 17 timmar med hjälp av en snöskoter.

## Flygplansolyckan 1979
Den 28 november 1979 kraschade Air New Zealand Flight 901, en DC-10, på Mount Erebus och ingen av de 237 passagerare och 20 besättningsmedlemmarna överlevde. Flygningen var en planerad sightseeingtjänst arrangerad av Auckland Airport i Nya Zeeland för att flyga över Antarktis och sedan återvända med ett planerat stopp på Christchurchs flygplats för att tanka, innan den skulle återvända till Auckland. Olyckan inträffade i flatljusförhållanden med dålig sikt. Air New Zealand avbröt alla sina turistflygningar över Antarktis efter olyckan.